# Никола Ђурђић
Никола Ђурђић (Пирот, 1. април 1986) је српски фудбалер. Игра на позицији нападача.

## Клупска каријера
Каријеру је почео у тадашњем трећелигашу Радничком из Пирота, где је добрим партијама привукао пажњу суперлигаша Вождовца са којим је потписао уговор 2006. године. У својој првој сезони у клубу био је пети стрелац домаћег шампионата са 10 голова. Ипак, клуб је у тој сезони испао из Суперлиге па је Ђурђић наредних годину и по дана са Вождовцем провео играјући у другом рангу, Првој лиги Србије. Током зимског прелазног рока 2009. је потписао трогодишњи уговор са норвешким Хаугесундом. У својој првој сезони у другој лиги Норвешке освојио је прво место са својом екипом, чиме и промоцију у елитни ранг, уз десет постигнутих голова.
Након неколико сезона у норвешком Хаугеусунду, у августу 2012. одлази на позајмицу у шведски Хелсинборг, где је за нешто више од три месеца постигао чак 14 голова (4 у УЕФА Лиги Европе). У јануару 2013. преселио се у Немачку, пошто је потписао уговор са бундеслигашом Гројтер Фиртом. Две стране обавезале су се на сарадњу до лета 2016. године, а немачки тим је норвешком Хаугеусунду на име обештећења уплатио преко милион евра. Дебитовао је 26. јануара 2013. против Мајнца, када је ушао на терен на полувремену, а већ у наредном колу је први пут провео свих 90. минута на терену и одмах је постигао гол и забележио асистенцију за победу над Шалкеом у Гелзенкирхену. Ипак иако је пружао добре партије (15 утакмица,5 голова), то није било довољно да његов тим избори опстанак у Бундеслиги. У августу 2013. је доживео тешку повреду колена, због које је паузирао седам месеци. У марту 2014. се вратио на терен, међутим, Гројтер у наставку сезоне није успео да се кроз бараж врати у елиту, па се Ђурђић у јулу 2014. године преселио 150 km јужније у редове бундеслигаша Аугзбурга. Као члан Аугзбурга ишао је и на позајмице у шведски Малме али и у редове немачког друголигаша Фортуну Диселдорф.
У јуну 2016. године се вратио у српски фудбал и потписао двогодишњи уговор са Партизаном. За црно-беле је наступио на укупно 17 утакмица, током којих је постигао само један гол. Забележио је и две асистенције од чега је једна била Бразилцу Леонарду за победоносни гол у 152. вечитом дербију. У завршници јесење полусезоне је изгубио место у тиму па се није налазио ни на клупи за резервне играче. У јануару 2017. тренер Николић је одлучио да га не води на припреме, па је Ђурђић крајем овог месеца напустио Партизан и прешао у дански Рандерс. Након играња за Рандерс, Ђурђић се у марту 2018. вратио у Шведску и потписао уговор са Хамарбијем. У овом клубу је поново постао ефикасан, па је у новембру 2019. добио признање за најбољег нападача првенства Шведске. У јануару 2020. је потписао за кинеског друголигаша Ченгду, а у априлу наредне године је променио клуб, али не и земљу, и прешао у Џеђанг.

## Репрезентација
Пре наступа за А репрезентацију, Никола је наступао за младу репрезентацију Србије.
Дебијем на пријатељској утакмици против Кипра, коју је Србија победила са три према један, у фебруару 2013. Никола Ђурђић је званично постао први пиротски фудбалер који је заиграо за репрезентацију Србије. У званичним утакмицама репрезентације Југославије до сада су играли Јован Анђелковић, Јован Станковић и Радивоје Манић.